# Velîkîi Lis, Korosten
Velîkîi Lis (în ucraineană Великий Ліс) este un sat în comuna Medînivka din raionul Korosten, regiunea Jîtomîr, Ucraina.
Localitatea face parte din regiunea istorică Volânia, iar după tratatul de pace de la Riga din 1921 a devenit parte a Uniunii Sovietice.

## Demografie
Componența lingvistică a localității Velîkîi Lis
     Ucraineană (100%)
Conform recensământului din 2001, toată populația localității Velîkîi Lis era vorbitoare de ucraineană (100%).